# Рокада

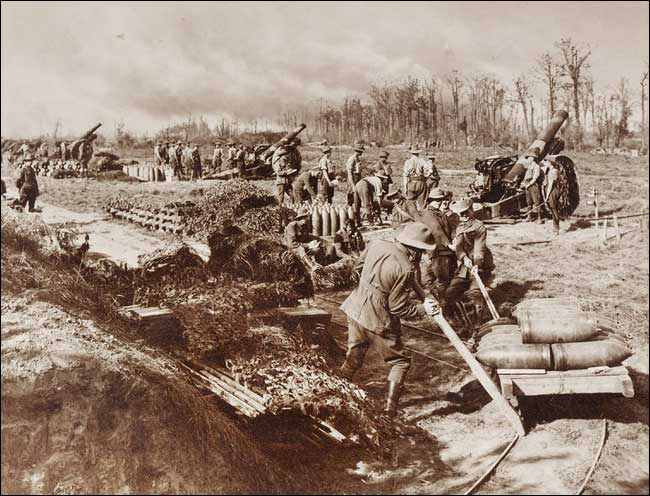
Артилерійські снаряди транспортують легкою залізницею для гаубиць австралійських військ. Західний фронт, 1917 рік.

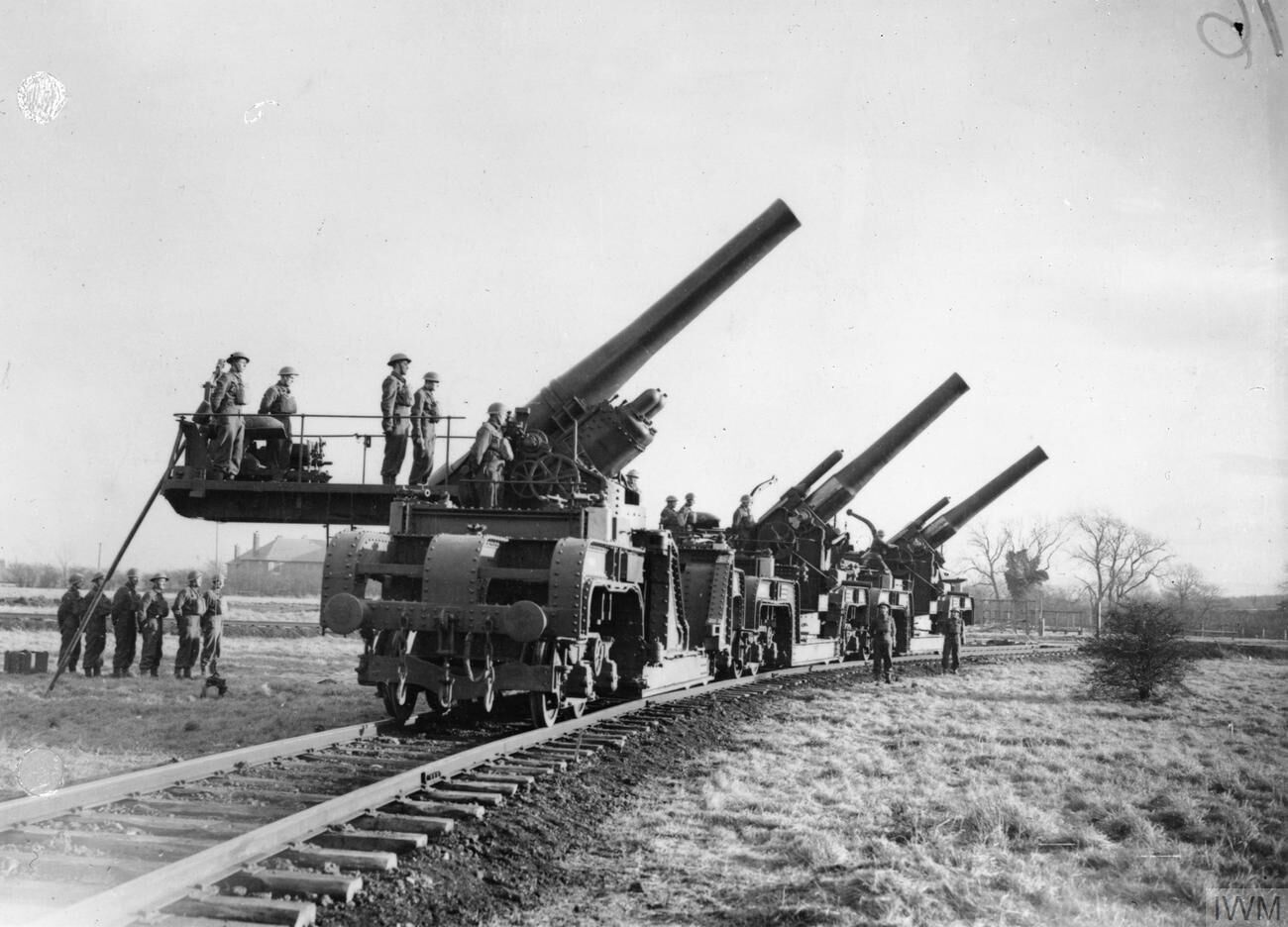
Британські залізничні гаубиці. Друга Світова Війна.

Рока́да, рокадні шляхи (від фр. rocade) — залізничні, шосейні або ґрунтові дороги (зрідка — водні судноплавні шляхи) в прифронтовій смузі, що проходять паралельно лінії фронту.

## Призначення
Рокади служать для маневрування військами й матеріальними засобами. Рокади становлять основу військових комунікацій та мають стратегічне, оперативне або тактичне значення. В сучасних умовах рокади є одним з важливих факторів забезпечення широкого маневру військ. 

## Сучасне тлумачення
Останнім часом поняття рокада стало застосовуватися і в цивільному дорожньому господарстві в значенні об'їзна дорога.